# Displasia epifisaria multipla

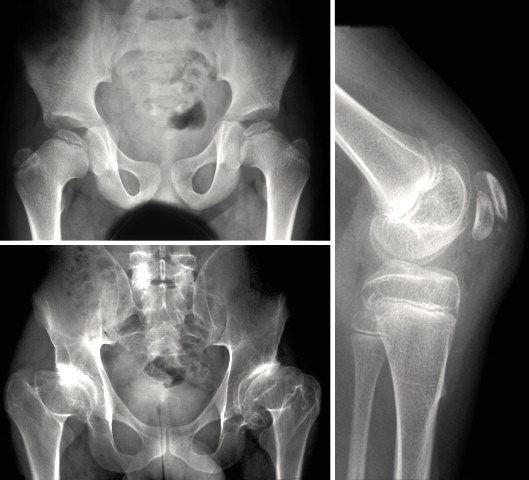

Per  displasia epifisaria multipla  in campo medico, si intende un insieme di disordini muscolo-scheletrici.

## Sintomatologia
Fra i sintomi e i segni clinici ritroviamo ritardo di ossificazione o compromissione delle ossa carpali e della colonna vertebrale. Si evidenzia inoltre bassa statura del soggetto, può svilupparsi la malattia di Legg-Perthes.

## Tipologia
Due sono le forme di displasia epifisaria multipla:
- Displasia di Fairbank o forma intensa, con piccole epifisi compromesse
- Displasia di Ribbing o forma moderata, in cui le epifisi sono appiattite

## Eziologia
La causa è un'anomalia genetica, che varia a seconda della gravità (ovvero nelle due forme) il gene COMP o il COL9A2.

## Personaggi famosi affetti da questa condizione
- Danny DeVito[2][3]
- Robert Reich[4]
- David Wetherill[5][6]